# Münchner SC
Der Münchner Sportclub e. V. (MSC) wurde im Jahr 1896 gegründet und ist ein Sportverein aus München (Stadtteil Lerchenau). Er ist einer der ältesten, unverändert bestehende Hockeyclubs in Deutschland. Im Jahr 1998 feierte er das 100-jährige Bestehen seiner Hockey-Abteilung. Seit Gründung wird im MSC auch Tennis gespielt.

## Geschichte

### Gründung als Internationaler Sport-Klub München
Im Jahr 1896 wurde von einer Gruppe ausländischer Studenten (Engländer, Franzosen, Russen, Skandinavier, Amerikaner, Brasilianer und Südafrikaner) ein Verein mit dem Namen Internationaler Sport-Klub München gegründet. Die erste ausgeübte Sportart war Boxen, doch als in den nächsten Jahren mehr und mehr Einheimische sich der neuen Bewegung anschlossen, wurde das Sportprogramm stetig erweitert. Im Radpolo erwarb sich der Klub internationalen Ruhm, als weitere Sportarten kamen Tennis, Fußball und ab 1898 auch Hockey hinzu.

### Großclub bis zum Ersten Weltkrieg
Im Juli 1901 wurde für die knapp 60 Mitglieder das erste Klubhaus an der Karl-Theodorstraße und ein neuer Sportplatz eingeweiht. Die „Münchner Neuesten Nachrichten“ vermeldeten im selben Jahr, dass nunmehr auch „das in München noch unbekannte Hockey“ eingeführt werde. Nachdem 1902 Prinz Alfons von Bayern das „Protektorat“ für den Klub übernommen hatte, begann ein Aufschwung und zahlreiche Hockeyspiele – gegen Wien, Frankfurt, Leipzig, UHC Hamburg und Jahn München – wurden dokumentiert. Spielernamen wie Walcott, Pridmore, Fleet, Henderson und Davis zeugen dabei von den starken angelsächsischen Wurzeln der Hockey-Abteilung.
Um das Jahr 1904 wurde der Name in Münchner Sportclub (MSC) geändert. 1906 wurde das große Areal an der Schwabinger Landstraße (später in Leopoldstraße umbenannt) von der Stadt gepachtet, das dann von 1907 bis 1963 zur Heimstätte des Vereins wurde. Zur gleichen Zeit wurde für die Verwaltung und als Clubräume die gesamte zweite Etage des Hotels Vier Jahreszeiten angemietet, die für diese Zwecke eigens umgebaut wurde. Zahlreiche neue Abteilungen gründeten sich auf dem Wintersportgebiet, z. B. Ski, Bob und Eishockey. Die Mannschaft nahm unter anderem an der deutschen Eishockey-Meisterschaft 1913 teil. Auch Damenhockey wurde seit 1911 gespielt.
Im Frühling 1906 war es, als die Verhandlungen mit dem FC Bayern München zum Abschluss kamen. Die Bayern schlossen sich als selbständige Fußballabteilung – unter Beibehaltung der Eigenständigkeit und der Bezeichnung F.A. Bayern im Münchener SC – dem MSC an, als Bedingung mussten sie ihre schwarzen Hosen gegen die weinroten des MSC eintauschen. Als MSC-Abteilung gewannen sie 1910 und 1911 die Meisterschaft des Ostkreises innerhalb des Verbands Süddeutscher Fußball-Vereine.
Kleinere Münchner Sportclubs schlossen sich als Abteilungen dem inzwischen auch offensichtlich finanzstarken MSC an. Mit bis zu 22 Abteilungen war man zeitweise Europas größte Sportvereinigung und nicht ohne Stolz ist vermerkt, dass dem Hofe nahestehende Kreise zu den Mitgliedern zählten. In diese Zeit fällt auch der Bau der Tribüne, die bis 1960 stand, 200 Personen Platz bot und neben Umkleideräumen auch eine Wohnung für den Diener enthielt.

### Zerfall und Neugründung
Nach dem Ersten Weltkrieg zerfiel der einstige Großverein MSC, ehemalige Abteilungen machten sich selbständig oder schlossen sich anderen Clubs an, wie die Leichtathleten sowie die F.A. Bayern dem Turnverein Jahn. Die überlebenden Alten widmeten sich vorwiegend dem Kartenspiel und fanden nicht mehr die Kraft, sich um Neuaufbau und Fortbestand des alten MSC zu kümmern. So blieb es einer Gruppe von jüngeren Leuten vorbehalten, zusammen mit einigen aufrechten Alten im Jahr 1920 den Verein, der sich in Münchner Sportclub für Tennis und Hockey umbenannt hatte, weiterzuführen. Im Januar 1933 wurde eine weitere Änderung des Vereinsnamens in Münchner Sportclub e. V. einstimmig beschlossen.
Nach dem Umzug aus Schwabing im Jahre 1963 entstand auf dem Gelände in der Lerchenau die heutige Anlage an der Eberwurzstraße 28. Nach dem sensationellen Sieg der Deutschen Hockeyherren-Nationalmannschaft bei den Olympischen Spielen 1972 in München, wurde im MSC-Clubhaus die Goldmedaille zusammen mit dem Team gefeiert. Treibende Kraft für den sportlichen Aufstieg und die Errichtung der neuen Anlage war Hans Fleitmann, Clubpräsident von 1960 bis zu seinem Tod im Jahre 1987.

## Hockey

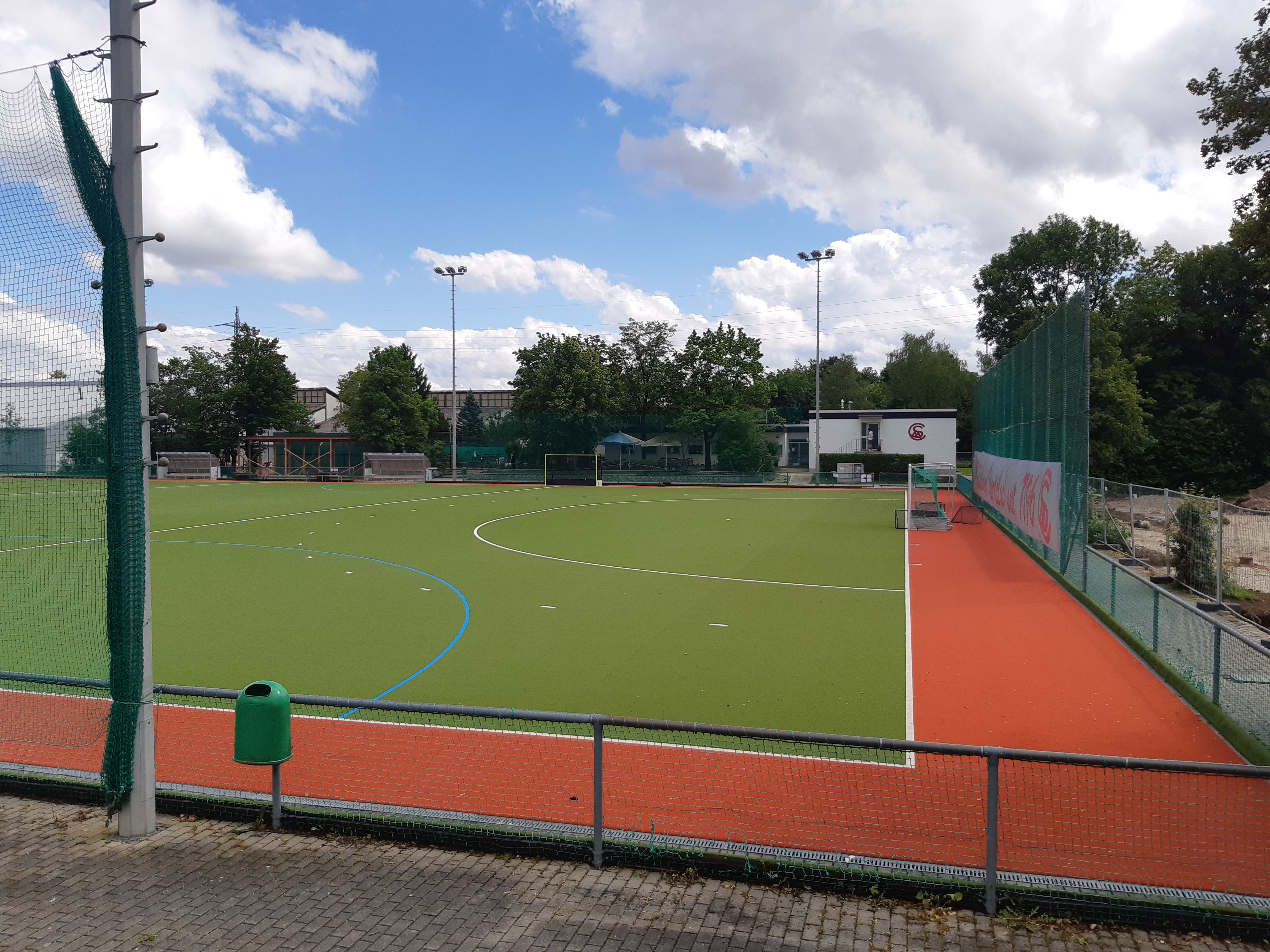
Hockeyplatz

Seit 1898 wird im MSC Hockey gespielt und die erste verbürgte Hockeybegegnung fand zu Ostern 1898 in Ermangelung nationaler Gegner in Wien gegen den Wiener AC statt.
Seit Ende der 1970er Jahre sind die ersten Mannschaften des MSC in den Bundesligen des Deutschen Hockey-Bundes (DHB) vertreten. Die erste Herrenmannschaft wurde 2003 (unter Trainer Andreas Heinz) und 2006 (unter Klaus Holzmüller, der auch schon Damentrainer war) Deutscher Meister im Hallenhockey, sowie 2004 Europapokalsieger der Landesmeister im Hallenhockey. Die Mannschaft stieg 2007 nach langen Jahren der Erstklassigkeit als Tabellenletzter aus der Feldhockey-Bundesliga ab, nachdem im Vorjahr dort noch der dritte Platz erreicht werden konnte. In der Saison 2021/22 gelang mit einem jungen Team der Wiederaufstieg. In der Halle sind sie durchgehend erstklassig.
Die Damenmannschaft ist sowohl im Feld, als auch in der Halle erstklassig und wurde 2015 Deutscher Vizemeister. 2017 gelang der Mannschaft mit dem Erfolg bei der Euro Hockey Club Trophy bei ihrer Premiere gleich ein Erfolg auf internationaler Ebene, was gleichbedeutend ist mit dem größten Feld-Erfolg der Clubgeschichte.
Ehemalige Akteure sind u. a.: Alfred Gerdes, Peter Caninenberg, Thomas Reck, Birgit Hahn, Christine Ferneck, Björn Michel, Christoph Eimer, Caroline Casaretto, Katharina Scholz, Philipp Zeller, Christopher Zeller, Max Weinhold, Benedikt Sperling, Justus Scharowsky, Rebecca Landshut, Nina Hasselmann, Kim Platten, Hannah Krüger.

### Jugendarbeit
Der MSC legt großen Wert auf seine Jugendarbeit. Beispielsweise sind die Doppel-Olympiasieger Philipp und Christopher Zeller sowie Torwart Max Weinhold Eigengewächse des Sportclubs. Viele Bayerische Meistertitel konnten über die Zeit errungen werden, dazu kommen Titel bei den süddeutschen Meisterschaften. Die Jugendabteilung des MSC konnte bisher fünfmal den Deutschen Meistertitel erringen.

### Erfolge
- Deutscher Meister (Hallenhockey): 2003, 2006 (1. Herren)
- Europacupsieger der Landesmeister (Hallenhockey, 1. Herren): 2004
- Sieger der Eurohockey Clubtrophy 2017 (1. Damen)

| Herren            | Zeitraum  | Anzahl Spiele | Damen              | Zeitraum  | Anzahl Spiele |
| ----------------- | --------- | ------------- | ------------------ | --------- | ------------- |
| Willi Langhorst   | 1913      | 1             | Birgit Hahn        | 1975–1984 | 91            |
| Alfred Gerdes     | 1934–1941 | 27            | Caroline Casaretto | 1998–2004 | 83            |
| Dirk Michel       | 1966–1971 | 30            | Nina Hasselmann    | 2001–     | 219           |
| Hjalmar Schumann  | 1974      | 1             | Nina Kramer        | 2001–2004 | 36            |
| Peter Caninenberg | 1975–1984 | 136           | Miriam Schmid      | 2002–2004 | 11            |
| Franz Schweisz    | 1976–1981 | 22            | Alexandra Kollmar  | 2003–2006 | 61            |
| Thomas Reck       | 1982–1991 | 193           | Stephanie Frenz    | 2004      | 7             |
| Björn Michel      | 1993–2004 | 334           | Rebecca Landshut   | 2006–2010 | 30            |
| Peter Streich     | 1995–1998 | 36            | Hannah Krüger      | 2009–     | 166           |
| Martin Elmer      | 1996–1998 | 46            | Sandra Schotten    | 2009      | 1             |
| Johannes Specht   | 2002–2003 | 8             | Kim Platten        | 2010–     | 31            |
| Philipp Weinhold  | 2006      | 3             | Mia Sehlmann       | 2010–     | 23            |
| Nikolai Duda      | 2008      | 5             | Annisa Korth       | 2013–     | 54            |
| Felix Knoblauch   | 2013–     | 5             |                    |           |               |

## Leichtathletik
Der Leichtathlet Hanns Braun kam als 16-Jähriger zum MSC um Hockey zu spielen. Bald erkannte man sein läuferisches Talent und ab 1904 widmete er sich der Leichtathletik, obwohl der MSC damals offiziell noch gar keine Leichtathletikabteilung hatte. Das Hockeyspiel gab er deshalb aber nicht auf. Er war bei den Olympischen Spielen 1908 in London und 1912 in Stockholm zwei Silberne und eine Bronzene gewann und wurde 1909, 1910 und 1912 Deutscher Meister über die 400 Meter. Braun, der zwischen 1907 und 1912 einen Weltrekord über 1000 m und 15 deutsche Rekorde erzielte, zog sich nach Stockholm mehr und mehr zurück. Die Abteilung schloss sich als 1919 dem TV Jahn München an.